# エリーア・カプリーレ
エリーア・カプリーレ（Elia Caprile, 2001年8月25日 - ）は、イタリア・ヴェローナ出身のサッカー選手。カリアリ・カルチョ所属。ポジションはゴールキーパー。

## 経歴

### クラブ
2001年8月25日、イタリア・ヴェネト州ヴェローナに生まれた。ACキエーヴォ・ヴェローナの下部組織で育ち、2018-19シーズンにはセリエAの試合で控えとしてベンチに名を連ねたが、トップチームでの出場機会は訪れなかった。
2020年1月21日、イングランド・EFLチャンピオンシップのリーズ・ユナイテッドFCに3年半契約の完全移籍で加入した。2020-21シーズンはユースリーグであるプレミアリーグ2・ディヴィジョン2を正GKとして制覇。プレミアリーグに昇格したマルセロ・ビエルサ率いるトップチームでもベンチ入りを経験した。
2021年8月7日、セリエCのアウローラ・プロ・パトリア1919に1年間の期限付き移籍で加入した。
2022年7月13日、セリエBに昇格したSSCバーリに3年契約の完全移籍で加入した。
2023年7月24日、セリエAのSSCナポリへの加入と同時に、同リーグのエンポリFCへの1年間の期限付き移籍が発表された。トッテナム・ホットスパーFCに去ったグリエルモ・ヴィカーリオの後釜として、8月19日に行われた開幕節のエラス・ヴェローナFC戦で先発出場しセリエAにデビュー。しかしこの試合で失点に直結するミスを犯し黒星を喫すると、負傷により以降の試合を欠場。復帰後もエトリト・ベリシャの後塵を拝していたが、第17節のSSラツィオ戦以降は正守護神となり、シーズンを通じてリーグ戦23試合に出場しクラブの1部残留に尽力した。
続く2024-25シーズンはナポリに戻り、2024年9月21日に行われたセリエA第5節のユヴェントスFCとの試合で、前半途中から負傷したアレックス・メレトに代わって出場しデビュー。冬の移籍期間の2025年1月7日、同じくセリエAのカリアリ・カルチョに買い取りオプション付きのシーズン終了までの期限付き移籍で加入した。

### 代表
2022年9月16日、同月に行われる2つの親善試合に向けたメンバーとしてU-21イタリア代表に初招集された。26日にスタディオ・テオーフィロ・パティーニで行われ1-1の引き分けで終わったU-21日本代表との試合で先発しデビューを果たした。
2023年6月から行われたUEFA U-21欧州選手権2023のメンバーに選出された。グループステージの3試合はマルコ・カルネセッキがGKを務めカプリーレはベンチに控える中、チームはそのグループステージを1勝2敗で終え敗退となった。